# Первенцев Аркадій Олексійович
Первенцев Аркадій Олексійович (*26 січня 1905, с. Нагут — †1981, Москва) — радянський російський письменник, сценарист. Лауреат Державної премії СРСР (1948) за фільм «Третій удар».

## Життєпис
Народ. 26 травня 1905 р. в селі Нагут Ставропольського краю в родині сільського лікаря.  
До 1929 р. служив у Червоній Армії. Закінчив Вище технічне училище ім. Баумана в Москві. 
Учасник німецько-радянської війни. 
Автор сценаріїв кінокартин: «Герої Шипки» (1954, «Ленфільм» і Болгарська студія художніх фільмів), «Брати» (у співдр. з Кім Син Туб, Се Ман Ур, 1957, Московська кіностудія ім. М. Горького та Корейська державна кіностудія художніх фільмів), «Кочубей» (1958, «Ленфильм»), а в Україні — «Третій удар» (1948) і «Космічний сплав» (1964). 
Нагороджений орденами Вітчизняної війни І ступеня, Трудового Червоного Прапора, «Знак Пошани», медалями.
Був членом Спілки письменників Росії.
Помер в 1981 році